# José Ángel Rovai
José Ángel Rovai (ur. 19 października 1936 w Córdobie, zm. 19 czerwca 2024 tamże) – argentyński duchowny rzymskokatolicki, w latach 2006-2013 biskup Villa María.

## Życiorys
Święcenia kapłańskie przyjął 15 sierpnia 1963 i został inkardynowany do archidiecezji Córdoba. W archidiecezji pełnił funkcje m.in. prosekretarza kurii oraz wikariusza biskupiego ds. duchowieństwa. Był także wykładowcą archidiecezjalnego seminarium duchownego oraz Papieskiego Uniwersytetu Katolickiego Argentyny w Buenos Aires.
13 sierpnia 1999 został prekonizowany biskupem pomocniczym Córdoby ze stolicą tytularną Abaradira. Sakrę biskupią otrzymał 1 listopada 1999. 3 października 2006 został mianowany biskupem Villa María, ingres odbył się 3 grudnia. 28 lutego 2013 przeszedł na emeryturę.